# ماریو مارتینز
ماریو مارتینز (انگلیسی: Mario Martinez; ۶ ژوئیهٔ ۱۹۵۷ – ۱۴ ژانویهٔ ۲۰۱۸) وزنه‌بردار اهل ایالات متحده آمریکا بود.
از افتخارات وی میتوان به کسب مدال نقره وزن ۱۱۰+ کیلوگرم در بازی‌های المپیک تابستانی ۱۹۸۴ اشاره کرد.